# Mossdynlav
Mossdynlav (Micarea turfosa) är en lavart som först beskrevs av A. Massal., och fick sitt nu gällande namn av Du Rietz. Mossdynlav ingår i släktet Micarea och familjen Pilocarpaceae.  Arten är reproducerande i Sverige. Inga underarter finns listade i Catalogue of Life.